# Frank József (újságíró)
Frank József (Baja, 1875. március 12. – Szeged, 1929. március 24.) szegedi magyar újságíró, lapszerkesztő.

## Életpályája

### Az első világháború végéig
Frank Miska könyvelő és Kelemen Julianna házasságából született. Gimnáziumi tanulmányait a szegedi piarista gimnáziumban végezte 1885-1894 között, a 8. évfolyamban valami miatt kimaradt, de az 1893/94-es tanév végén érettségi vizsgát tett. 1894-ben beiratkozott a budapesti orvosegyetemre, de idővel orvosi tanulmányait abbahagyta, átment a bölcsészettudományi karra. Mint bölcsészt hívta meg a  németországi Göggingenbe Groedel báró és családja az egyik fiuk neveléséhez.
Az 1900-as évek közepén már újra Szegeden volt, 1906 elején már belépett a legjobb szegedi napilap, a Szegedi Napló szerkesztőségébe. A Naplót ekkor Vass Géza és Békefi Antal szerkesztette kiváló munkatársi csapattal, Balla Jenő, Gracza János, Kisteleki Ede, Móra Ferenc, Reéz Pál, Tömörkény István. Frank József azonban nem maradt itt sokáig, átment a Szegedi Híradó szerkesztőségébe, majd 1908-ban már a Szeged és Vidéke c. napilapnál találjuk, itt 1918-ig működött, munkatársból a lap felelős szerkesztője lett. Nagy lap volt a Szeged és Vidéke is, az 1910-es évek közepéig támogatta a polgári radikálisokat, Jászi Oszkárt és híveit, majd itt kezdte újságírói pályafutását Juhász Gyula, Babits Mihály, Kosztolányi Dezső, Csáth Géza. 1910-ben Somlyó Zoltán is ebbe a lapba írt.
Az első világháború idején a Szeged és Vidéke anyagi bázisa egyre szűkült, s a háborús cenzúra is sújtotta. Kevés volt az újságíró, s a megmaradtaknak Balassa Ármin, a kiadó és főszerkesztő keveset fizetett. E miatt Frank József 1918 elején kérdőre vonta Balassa Ármint, aki ettől kezdve be sem lépett a szerkesztőségbe. Hárman csinálták a lapot, Frank József, Tölgyes Gyula, Juhász Gyula, s a kért fizetésemelést nem kapták meg. 1918. május 11-én sztrájkba lépett Frank és Tölgyes, Juhász Gyula pedig szolidáris volt velük. A sztrájknak sem lett eredménye, így Frank és Juhász átléptek a Délmagyarország szerkesztőségébe. Frank József újságírói és szerkesztői kvalitásai hamar megmutatkoztak e lapnál is, a szerkesztőségében a tulajdonos szerkesztő, Pásztor József mellett ő volt a második ember. Munkatársak voltak: Balla Jenő, Deák Dezső, Juhász Gyula, Kulinyi József, Tamás Rezső.

### Az első világháború után
Az 1918-19-es forradalmak, majd az ellenforradalom idején igen megfogyatkoztak az újságírók Szegeden is, Frank József is félt, de mindvégig a helyén maradt, Juhász Gyula és a kezdő Sarló Sándor (akkor még mint Pór Tibor) dolgozott vele. 1920. május 30-ig szerkesztette a Délmagyarországot, ekkor a lap megszűnt. Helyette Szilassy Cézár és Vermes Ernő megindították a Szeged című napilapot, e mérsékelten jobboldali laphoz nem csatlakozott Frank József. 1923-ban néhány hónapig a Friss Híreket szerkesztette, majd 1923 novemberében már ott találjuk a baloldali irányt vett Szeged című napilapnál. Ettől kezdve 1925. április 4-i betiltásáig fénykorát élte a Szeged. Pásztor József a Szeged – Délmagyarország Rt. ügyvezető igazgatója lett, Frank pedig a Szeged című napilap felelős szerkesztője. Tehetséges nagy csapat jött össze Frank körül, Juhász Gyula, Móra Ferenc, Sz. Szigethy Vilmos, Tonelli Sándor, a fiatalok közül Lengyel Vilma, Magyar László, Vér György. Az erősen rendszerkritikus  Szabó Dezső is Szegeden tartózkodott néhány hónapig, s ő is írt a lapba. Itt jelent meg József Attila Tiszta szívvel című verse, amelyről még a költő életében hét kritikát írtak.
A Szeged című napilap betiltása nagy felháborodást váltott ki az újságírók, a nyomdászok körében. Hallatták szavukat az erdélyi magyar újságírók is, végül Bethlen István kormánya engedélyezte a lap újraindítását, de a címet meg kellett változtatni. Az újságírók eleget tettek a kérésnek, átkeresztelték a Szegedet újra Délmagyarországnak. 1925 május 17-én indult újra a régi-új lap, amelynek felelős szerkesztője Frank József lett. A munkatársi gárda maradt a régi, egyedül Szabó Dezső nem, mivel Szegedről Budapestre távozott. Frank profi módon újra indította a lapot, de éppen csak ennyi, mert 1926. április közepén súlyosan megbetegedett, többé nem tudott dolgozni, hosszú betegség után 1929. március 24-én halt meg. A ravatalnál Pásztor József, Lőw Immánuel búcsúztatta, a sírnál pedig az újságíró munkatársak nevében Tölgyes Gyula mondott búcsúbeszédet. A szegedi Izraelita temetőben helyezték örök nyugalomra.